# نرگی
نرگی، روستایی است از توابع بخش سیلوانا و در شهرستان ارومیه استان آذربایجان غربی ایران.
روستای نرگی به لحاظ قدمت جزو قدیمیترین روستای بخش سیلوانا و ارومیه است. این روستا زا زمان‌های دور به عنوان روستایی پرجمعیت شناخته شده و می‌شود؛ که متأسفانه در اواسط دهه ۷۰ با افزایش مهاجرت مردم از روستا به شهر جمعیت این روستا نیز دستخوش تغییر شده و کاهش پیدا کرده‌است.
روستای نرگی به لحاظ کشاورزی و دامپروری از روستاهای فوق‌العاده موفق بوده و خوشبختانه همچنان از نظر پرورش احشام و طیور در وضعیت مناسبی قرار دارد. کشاورزی و باغداری نیز به رونق سابق باقی بوده و با توج به احداث چاه‌های عمیق و نیمه عمیق و همچنین شرایط توپوگرافی ویژه روستا، از نظر آبی نیز غنی می‌باشد که این موضوع باعث به وجود آمدن چشمه‌های معدنی مثل؛ کانیا سمائیل آغا، کانی به دال گردیده‌است.
از نظر گردشگری نیز روستای نرگی خوشبختانه میزبان آرامگاه یکی از بزرگترین شیوخ منطقه به نام شیخ بایزید می‌باشد که در کنار آرامگاه چشمه یا پرآب جاری بوده که باعث زیبایی و سرسبزی فوق‌العاده این منطقه گردیده‌است. زیارتگاه شیخ بازید هرساله بخصوص در ایام نوروز و روز طبیعت میزبان هزاران گردشگر و مسافر می‌باشد.
در کنار همه اینها، در مرکز روستا تپه ای با قدمت چندین ساله مربوط به هزاره دوم با ثبت رسمی از سوی سازمان میراث فرهنگی وجود دارد که از همه نقاط روستا قابل رؤیت بوده و در جوار مسجد جامع روستا واقع شده‌است.

## جمعیت
این روستا در دهستان مرگور قرار داشته و بر اساس سرشماری سال ۱۳۹۵ جمعیت آن ۱۰۶۹ نفر (۲۸۰ خانوار)
بوده‌است.